# أرديان كوزنيكو
أرديان كوزنيكو (بالكرواتية: Ardian Kozniku)‏ (مواليد 27 أكتوبر 1967) هو لاعب كرة قدم. يلعب مع منتخب كرواتيا لكرة القدم. سبق له أن لعب في كأس العالم لكرة القدم مع منتخب بلاده.

## روابط خارجية
- أرديان كوزنيكو على موقع الاتحاد الدولي (مؤرشف)  (الإنجليزية)
- أرديان كوزنيكو على موقع الاتحاد الأوربي (الإنجليزية)
- أرديان كوزنيكو على موقع قاعدة بيانات كرة القدم.إي يو (الإنجليزية)
- أرديان كوزنيكو على موقع ناشيونال فوتبول تيمز (الإنجليزية)
- أرديان كوزنيكو على موقع عالم كرة القدم.نت (الإنجليزية)